# Banc Atlàntic
El Banc Atlàntic (Banco Atlántico SA) era una entitat financera barcelonina que va ser adquirida pel Banc Sabadell l'any 2004. Actualment existeix com a marca Sabadell Atlántico.

## Història
- 1901: Després que Cuba aconseguís la seva independència d'Espanya, José i Francisco Nonell y Feliu, que havia estat portant un Cambio a Cuba des de 1885, movia el seu negoci a Barcelona. Allà amb comerciants locals va fundar el banc, Nonell, Rovira y Matas, per facilitar la inversió en seguretats locals que els catalans estaven repatriant des de Cuba.
- 1917: El banc canviava el seu nom a Nonell Hermanos.
- 1920: El nom del banc es convertia a Banca Nonell.
- 1946: Claudio Güell y Churruca, comte de Ruiseñada, es queda el banc i el rebateja com a Banco Atlántico.
- 1961: Els descendents de Güell venien les seves accions a un grup nou d'inversors, i Casimiro Molins n'esdevé el nou president.[2]
- Continental Illinois Bank tenia part de Banco Atlántico, però finalment Rumasa, el holding de José María Ruiz Mateos, es va quedar el banc.
- 1975: Banco Atlántico establia una agència a Nova York que tancava el 2001.
- 1983: El govern socialista espanyol de Felipe González i Miguel Boyer nacionalitzava Rumasa, incloent-hi l'Atlántico. Rumasa, que tenia 20 bancs i unes 300 altres companyies, estava en fallida i era massa gran perquè la Corporación Bancaria se'n pogués encarregar. Aleshores Banco Atlántico era el 10è banc més gran a Espanya, amb 172 oficines.
- 1984: Corporació de Banca Àrab (ABC; Un 70%), amb BBV i Allianz, van adquirir Atlántico al govern. Després, Atlántico va crear filials de banca privades a les Bahames, Gibraltar, i Mònaco, mentre es desfeia de les de Suïssa. Llavors Banco Exterior va reemplaçar BBV i Allianz com a accionista.
- 1999: BBV torna a la propietat parcial d'Atlántico després que adquirís Argentaria, que el govern espanyol havia creat per combinar uns quants bancs, incloent-hi Banco Exterior.
- 2003: Banc Sabadell, que va fer ofertes per uns quants bancs, incloent-hi Barclays Bank i Caixa Geral de Depósitos de Portugal, adquiria i absorbia Banco Atlántico.